# 48. nordlige breddekreds
Den 48. nordlige breddekreds (eller 48 grader nordlig bredde) er en breddekreds, der ligger 48 grader nord for ækvator. Den løber gennem Europa, Asien, Stillehavet, Nordamerika og Atlanterhavet.